# Harald Ladwig

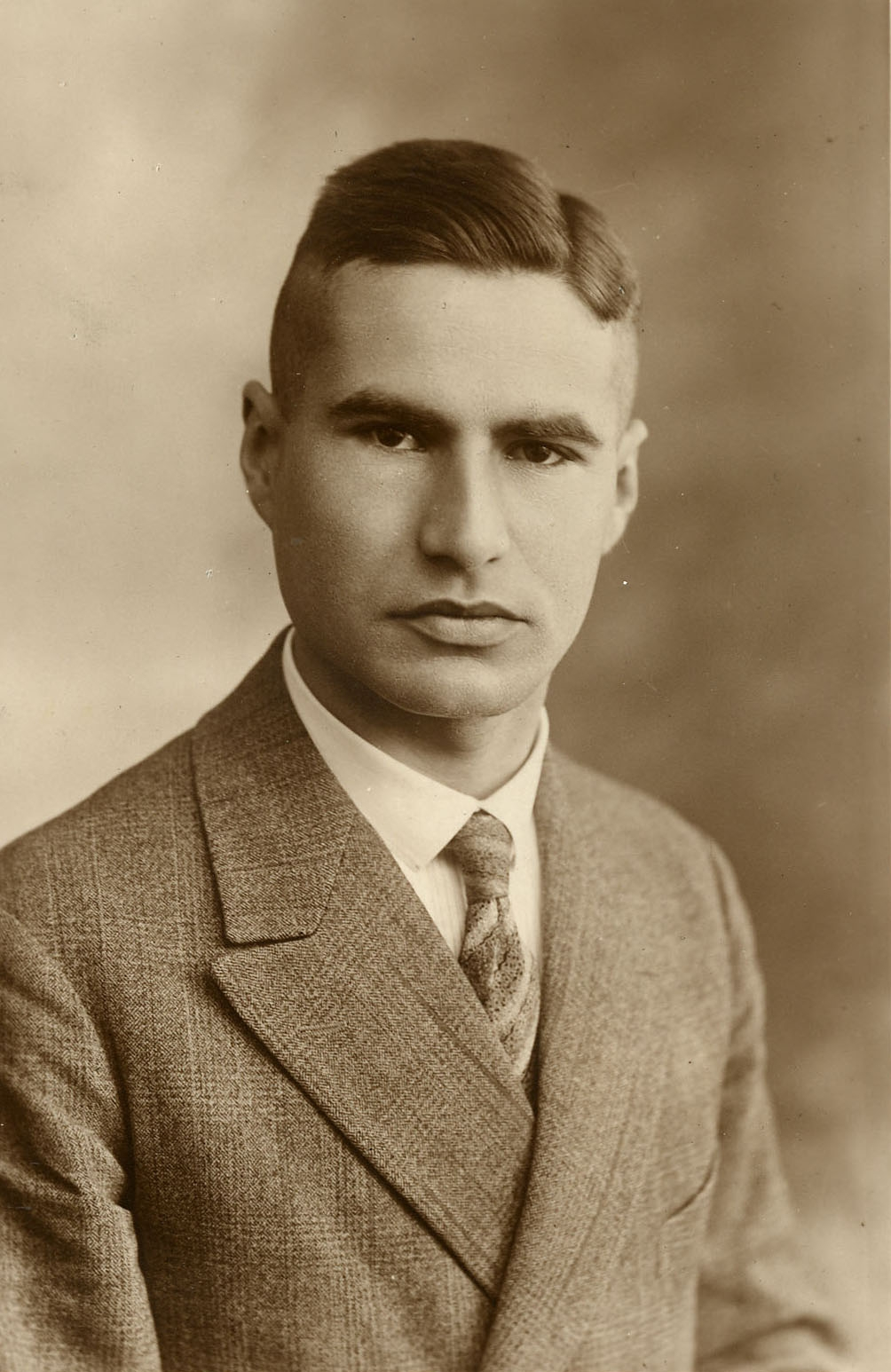
Harald Ladwig

Harald Ernst Robert Ladwig (* 11. Dezember 1902 in Woyens, Kreis Hadersleben; † 29. Januar 1945 in Marienburg, Ostpreußen) war ein deutscher Jurist und Verwaltungsbeamter. Von 1932 bis 1945 war er Bürgermeister von Wedel (Provinz Schleswig-Holstein).

## Leben
Harald Ladwig wurde im damals preußischen Woyens (heute: Voyens) bei Hadersleben (heute: Haderslev) in Nordschleswig geboren. Nach dem Abitur 1923 in Friedland (Mecklenburg) studierte er an den Fakultäten für Rechts- und Staatswissenschaft der Universitäten Greifswald, Berlin und Rostock. 1930 wurde er an der Universität Rostock zum Dr. jur. promoviert. Seine Dissertation trug den Titel Das Verhältnis des militärischen Arrestes zur Haft- und Gefängnisstrafe des Reichsstrafrechts.
Harald Ladwig wurde am 11. Februar 1932 durch das Stadtverordnetenkollegium der Stadt Wedel bei Stimmengleichheit mit dem sozialdemokratischen Bewerber durch Losentscheid und dank der Unterstützung des bürgerlichen Lagers als Nachfolger von Friedrich Eggers zum Bürgermeister gewählt. Zu den wesentlichen Ereignissen seiner Amtszeit, die ab Anfang 1933 von der nationalsozialistischen Herrschaft in Deutschland geprägt war, gehörte der Bau des neuen Rathauses, das 1937 bezogen werden konnte.
Der deutschnationale Harald Ladwig trat zum 1. Mai 1933 der NSDAP bei (Mitgliedsnummer 2.708.029). Es kam jedoch mehrfach zu Konflikten mit örtlichen Vertretern der NSDAP. 1939 belastete zusätzlich ein Skandal um das Stadtgartenamt Ladwigs Ruf.
Mit seiner Einberufung in den Militärdienst im Januar 1940 kam Ladwigs Tätigkeit als Bürgermeister von Wedel weitgehend zum Erliegen. Am 27. Dezember 1940 entzogen die Wedeler Ratsherren Harald Ladwig ihr Vertrauen und forderten, er möge nach Rückkehr aus dem Heeresdienst innerhalb angemessener Frist den Bürgermeisterposten verlassen.
Von 1941 bis 1945 war Ladwig als Offizier vor allem an der Ostfront im Einsatz. Am 29. Januar 1945 fiel er bei der Verteidigung der Marienburg in Ostpreußen.
Ladwigs Sohn war der spätere Kunstmaler Roland Ladwig (1935–2014).